# Le Jeune Premier
Le Jeune Premier est une nouvelle d'Anton Tchekhov.

## Historique
Le Jeune Premier est initialement publiée dans la revue russe Les Éclats, numéro 37, du 13 septembre 1887, et signée A. Tchékhonté. Aussi traduit en français sous le titre : Le Premier Amoureux.

## Résumé
Evguéni Podjarov, jeune premier au théâtre, est venu en ville pour la saison. Il s'est introduit chez les Zybaïev et y pérore au milieu des femmes de la famille. Il se vante de ses succès à Moscou, puis, présenté à Monsieur Klimov de Toula, il lui raconte le bonheur qu'il avait eu d'y jouer et la beauté des femmes de Toula. D'ailleurs il avait été poursuivi par la plus belle d'entre elles, une certaine Varvara Nicolaïevna, qui s'était jetée à son cou et avec qui il avait passé une nuit divine.
Monsieur Klimov connait très bien Varvara, c'est sa nièce. Il ordonne à Podjarov de retirer immédiatement ces paroles sous peine de le provoquer en duel.
Podjarov quitte la famille Zybaïev en proie à un grand trouble : il a menti, mais ne peut pas le reconnaître devant tous. Si cela se sait dans son milieu, il sera la risée de la profession.
Il retourne chez les Zybaïev et attend dehors sous la pluie jusqu'à deux heures la sortie de Klimov. Il lui présente alors ses excuses et retourne se coucher, heureux d'avoir écarté le danger.

## Édition française
- Anton Tchekhov (trad. Lily Denis, Madeleine Durand, Édouard Parayre, André Radiguet, Elsa Triolet), « Le Jeune Premier », dans Œuvres : théâtre, récits 1882-1886, vol. 1, Paris, Gallimard, coll. « Bibliothèque de la Pléiade » (no 197), 26 janvier 1968, 1568 p. (ISBN 2-07-010549-0 et 978-2-07-010549-6, BNF 35554137, présentation en ligne)